# Vnitřní membrána

Schéma stavby buněk gramnegativních bakterií

Vnitřní membrána je označení pro buněčnou membránu, která je vzhledem k jiné membráně (tzv. vnější membráně) na vnitřní straně buňky. O vnitřní membráně mluvíme zejména u gramnegativních bakterií (včetně sinic), ale i u buněčných jader, plastidů a mitochondrií, což jsou organely eukaryotických buněk. Vnitřní membrány bývají obvykle méně propustné než ty vnější.

## Vnitřní membrána mitochondrií
Vnitřní membrána v mitochondriích má velkou plochu, protože je zvlněna v tzv. kristy. U jaterních buněk, které mají kristy ještě relativně malé, je plocha vnitřní membrány mitochondrie 15× větší než plocha plazmatické membrány buňky. Obecně závisí velikost krist na metabolické aktivitě konkrétní buňky.
Vnitřní membrána je zásadní z hlediska funkčnosti mitochondrie. Je schopná propouštět molekuly jen velice selektivně, ionty přes ní téměř nedifundují, a to možná díky speciální stavbě fosfolipidové dvouvrstvy. Obsahuje totiž neobvyklý fosfolipid kardiolipin, z jehož fosfátové hlavy vychází ne dvě, ale hned čtyři mastné kyseliny. Na této membráně je totiž umístěno množství enzymů tzv. dýchacího řetězce, včetně ATP syntázy a enzymu ANT, který vynáší konečný produkt dýchání – adenosintrifosfát – ven do buňky. Dále obsahuje vnitřní membrána (podobně jako ta vnější) komplex, který umožňuje přenos bílkovin přes ní – ten se označuje jako Tim komplex.